# Лорика плюмата

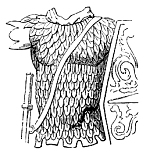
Лорика плюмата. Рисунок 1883

Лорика плюмата (лат. Lorica plumata) — тип древнеримского панциря (Лорика). Название связано со словом plūma («перо») и буквально значит «перистый панцирь» — из-за сходства его продолговатых пластин с птичьими перьями. Древнеримское название доспеха неизвестно, выражение lorica plumata появилось в наши дни.

## Конструкция
Лорика плюмата имела в своей основе кольчужную рубаху (Лорика хамата), на которой вертикально крепились металлические пластины, частично перекрывая друг друга. Вследствие высокой стоимости в производстве и обслуживании панцирь использовался исключительно военачальниками (от трибунов и выше). Не исключено, что Лорика плюмата была парадным доспехом